# Gregor Lietzau
Gregor Lietzau (1990) è un giocatore di football americano tedesco che gioca come wide receiver per i New Yorker Lions.

## Palmarès
- 1 Europeo (2014)
- 1 Europeo Under-19 (2008)